# 角田光男
角田 光男（つのだ みつお、1948年1月 - ）は、東京都足立区出身の共同通信社の元記者。

## 来歴
- 足立区出身。東京工業大学工学部卒業後、1972年共同通信社に入社。
- 共同通信社退職後は東京都市大学環境情報学部非常勤講師やTOKYO MXの番組を担当している。

## 出演番組

### 現在の出演番組
- なし

### 過去の出演番組
- TOKYOモーニングサプリ（TOKYO MX　2008年3月6日 - 10月3日）　※解説担当[1]
- 参院選2010　東京夏の陣（TOKYO MX　2010年7月11日）　※中継担当
- TOKYO MX NEWS（TOKYO MX　2008年10月 - 2012年3月29日）　※水・木曜日20時台コメンテーター（2011年度）[2]
- チェックタイム（TOKYO MX　2012年4月5日 - 2012年9月27日）　※木曜日解説担当

## 著書
- 『メディアつれづれ帖』虔 2008
- 『9chテレビつれづれ帖 NEWS「日々一言」』フロンティア出版 2011
- 『『命の道』を切り開く 東日本大震災 3・11最前線の初動13人の証言』建設コンサルタンツ協会 2014